# Seznam olympijských medailistů v judu
Toto je seznam olympijských medailistů v judu.

## Současné disciplíny

### Superlehká váha
|          | Limit | Zlato                                 | Stříbro                                    | Bronz                                     | Bronz                                        |
| -------- | ----- | ------------------------------------- | ------------------------------------------ | ----------------------------------------- | -------------------------------------------- |
| LOH 1980 | 60 kg | Thierry Rey · Francie (FRA)           | Jose Rodriguez · Kuba (CUB)                | Tibor Kincses · Maďarsko (HUN)            | Arambij Jemiž · Sovětský svaz (URS)          |
| LOH 1984 | 60 kg | Šindži Hosokawa · Japonsko (JPN)      | Kim Če-jop · Jižní Korea (KOR)             | Neil Eckersley · Velká Británie (GBR)     | Edward Liddie · Spojené státy americké (USA) |
| LOH 1988 | 60 kg | Kim Če-jop · Jižní Korea (KOR)        | Kevin Asano · Spojené státy americké (USA) | Šindži Hosokawa · Japonsko (JPN)          | Amiran Totikašvili · Sovětský svaz (URS)     |
| LOH 1992 | 60 kg | Nazim Husejnov · Sjednocený tým (EUN) | Jun Hjon · Jižní Korea (KOR)               | Tadanori Košino · Japonsko (JPN)          | Richard Trautmann · Německo (GER)            |
| LOH 1996 | 60 kg | Tadahiro Nomura · Japonsko (JPN)      | Girolamo Giovinazzo · Itálie (ITA)         | Dordžpalamyn Narmandach · Mongolsko (MGL) | Richard Trautmann · Německo (GER)            |
| LOH 2000 | 60 kg | Tadahiro Nomura · Japonsko (JPN)      | Jung Bu-kyung · Jižní Korea (KOR)          | Manolo Poulot · Kuba (CUB)                | Ajdyn Smagulov · Kyrgyzstán (KGZ)            |
| LOH 2004 | 60 kg | Tadahiro Nomura · Japonsko (JPN)      | Nestor Chergiani · Gruzie (GEO)            | Chašbátaryn Cagánbátar · Mongolsko (MGL)  | Čchö Min-ho · Jižní Korea (KOR)              |
| LOH 2008 | 60 kg | Čchö Min-ho · Jižní Korea (KOR)       | Ludwig Paischer · Rakousko (AUT)           | Rišad Sabirov · Uzbekistán (UZB)          | Ruben Houkes · Nizozemsko (NED)              |
| LOH 2012 | 60 kg | Arsen Galsťan · Rusko (RUS)           | Hiroaki Hiraoka · Japonsko (JPN)           | Felipe Kitadai · Brazílie (BRA)           | Rišad Sabirov · Uzbekistán (UZB)             |
| LOH 2016 | 60 kg | Beslan Mudranov · Rusko (RUS)         | Eldos Smetov · Kazachstán (KAZ)            | Naohisa Takató · Japonsko (JPN)           | Diyorbek Oʻrozboyev · Uzbekistán (UZB)       |
| LOH 2020 | 60 kg | Naohisa Takató · Japonsko (JPN)       | Yang Yung-wei · Tchaj-wan (TPE)            | Eldos Smetov · Kazachstán (KAZ)           | Luka Mkheidze · Francie (FRA)                |
| LOH 2024 | 60 kg | Eldos Smetov · Kazachstán (KAZ)       | Luka Mkheidze · Francie (FRA)              | Ryuju Nagayama · Japonsko (JPN)           | Francisco Garrigós · Španělsko (ESP)         |

### Pololehká váha
|          | Limit | Zlato                                    | Stříbro                             | Bronz                                 | Bronz                                |
| -------- | ----- | ---------------------------------------- | ----------------------------------- | ------------------------------------- | ------------------------------------ |
| LOH 1972 | 63 kg | Takao Kawaguči · Japonsko (JPN)          | nebyla udělena                      | Kim Yong-Ik · Severní Korea (PRK)     | Jean-Jacques Mounier · Francie (FRA) |
| LOH 1976 | 63 kg | Hector Rodriguez · Kuba (CUB)            | Chang Eun-Kyung · Jižní Korea (KOR) | Felice Mariani · Itálie (ITA)         | József Tuncsik · Maďarsko (HUN)      |
| LOH 1980 | 65 kg | Nikolaj Soloduchin · Sovětský svaz (URS) | Cendín Damdin · Mongolsko (MGL)     | Ilijan Nedkov · Bulharsko (BUL)       | Janusz Pawłowski · Polsko (POL)      |
| LOH 1984 | 65 kg | Jošijuki Macuoka · Japonsko (JPN)        | Hwang Jung-Oh · Jižní Korea (KOR)   | Marc Alexandre · Francie (FRA)        | Josef Reiter · Rakousko (AUT)        |
| LOH 1988 | 65 kg | I Kjong-kun · Jižní Korea (KOR)          | Janusz Pawłowski · Polsko (POL)     | Bruno Carabetta · Francie (FRA)       | Jósuke Jamamoto · Japonsko (JPN)     |
| LOH 1992 | 65 kg | Rogério Sampaio · Brazílie (BRA)         | József Csák · Maďarsko (HUN)        | Israel Hernández · Kuba (CUB)         | Udo Quellmalz · Německo (GER)        |
| LOH 1996 | 66 kg | Udo Quellmalz · Německo (GER)            | Jukimasa Nakamura · Japonsko (JPN)  | Henrique Guimarães · Brazílie (BRA)   | Israel Hernández · Kuba (CUB)        |
| LOH 2000 | 66 kg | Hüseyin Özkan · Turecko (TUR)            | Larbi Benboudaoud · Francie (FRA)   | Girolamo Giovinazzo · Itálie (ITA)    | Giorgi Vazagašvili · Gruzie (GEO)    |
| LOH 2004 | 66 kg | Masato Učišiba · Japonsko (JPN)          | Jozef Krnáč · Slovensko (SVK)       | Yordanis Arencibia · Kuba (CUB)       | Georgi Georgiev · Bulharsko (BUL)    |
| LOH 2008 | 66 kg | Masato Učišiba · Japonsko (JPN)          | Benjamin Darbelet · Francie (FRA)   | Yordanis Arencibia · Kuba (CUB)       | Pak Chol Min · Severní Korea (PRK)   |
| LOH 2012 | 66 kg | Laša Šavdatuašvili · Gruzie (GEO)        | Miklós Ungvári · Maďarsko (HUN)     | Masaši Ebinuma · Japonsko (JPN)       | Čo Čun-ho · Jižní Korea (KOR)        |
| LOH 2016 | 66 kg | Fabio Basile · Itálie (ITA)              | An Pa-ul · Jižní Korea (KOR)        | Rišad Sabirov · Uzbekistán (UZB)      | Masaši Ebinuma · Japonsko (JPN)      |
| LOH 2020 | 66 kg | Hifumi Abe · Japonsko (JPN)              | Važa Margvelašvili · Gruzie (GEO)   | An Pa-ul · Jižní Korea (KOR)          | Daniel Cargnin · Brazílie (BRA)      |
| LOH 2024 | 66 kg | Hifumi Abe · Japonsko (JPN)              | Willian Lima · Brazílie (BRA)       | Gusman Kyrgyzbajev · Kazachstán (KAZ) | Denis Vieru · Moldavsko (MDA)        |

### Lehká váha
|                       | Limit                  | Zlato                                   | Stříbro                                          | Bronz                                                 | Bronz                                                     |
| --------------------- | ---------------------- | --------------------------------------- | ------------------------------------------------ | ----------------------------------------------------- | --------------------------------------------------------- |
| LOH 1964              | 68 kg                  | Takehide Nakatani · Japonsko (JPN)      | Eric Hänni · Švýcarsko (SUI)                     | Ārons Bogoļubovs · Sovětský svaz (URS)                | Oleg Stepanov · Sovětský svaz (URS)                       |
| 1968 Ciudad de México | nebylo na programu LOH | nebylo na programu LOH                  | nebylo na programu LOH                           | nebylo na programu LOH                                | nebylo na programu LOH                                    |
| LOH 1972              | 70 kg                  | Tojokazu Nomura · Japonsko (JPN)        | Antoni Zajkowski · Polsko (POL)                  | Dietmar Hötger · Německá demokratická republika (GDR) | Anatolij Novikov · Sovětský svaz (URS)                    |
| LOH 1976              | 70 kg                  | Vladimir Něvzorov · Sovětský svaz (URS) | Kodži Kuramoto · Japonsko (JPN)                  | Marian Tałaj · Polsko (POL)                           | Patrick Vial · Francie (FRA)                              |
| LOH 1980              | 71 kg                  | Ezio Gamba · Itálie (ITA)               | Neil Adams · Velká Británie (GBR)                | Ravdangín Davádalaj · Mongolsko (MGL)                 | Karl-Heinz Lehmann · Německá demokratická republika (GDR) |
| LOH 1984              | 71 kg                  | An Pjong-kun · Jižní Korea (KOR)        | Ezio Gamba · Itálie (ITA)                        | Kerrith Brown · Velká Británie (GBR)                  | Luis Onmura · Brazílie (BRA)                              |
| LOH 1988              | 71 kg                  | Marc Alexandre · Francie (FRA)          | Sven Loll · Německá demokratická republika (GDR) | Mike Swain · Spojené státy americké (USA)             | Giorgi Tenadze · Sovětský svaz (URS)                      |
| LOH 1992              | 71 kg                  | Tošihiko Koga · Japonsko (JPN)          | Bertalan Hajtós · Maďarsko (HUN)                 | Hoon Chung · Jižní Korea (KOR)                        | Oren Smadža · Izrael (ISR)                                |
| LOH 1996              | 73 kg                  | Kenzó Nakamura · Japonsko (JPN)         | Kwak Dae-Sung · Jižní Korea (KOR)                | Christophe Gagliano · Francie (FRA)                   | Jimmy Pedro · Spojené státy americké (USA)                |
| LOH 2000              | 73 kg                  | Giuseppe Maddaloni · Itálie (ITA)       | Tiago Camilo · Brazílie (BRA)                    | Anatolij Larjukov · Bělorusko (BLR)                   | Vsevolod Zeljonyj · Lotyšsko (LAT)                        |
| LOH 2004              | 73 kg                  | I Won-hui · Jižní Korea (KOR)           | Vitalij Makarov · Rusko (RUS)                    | Leandro Guilheiro · Brazílie (BRA)                    | Jimmy Pedro · Spojené státy americké (USA)                |
| LOH 2008              | 73 kg                  | Elnur Mammadli · Ázerbájdžán (AZE)      | Wang Ki-čchun · Jižní Korea (KOR)                | Rasul Bokijev · Tádžikistán (TJK)                     | Leandro Guilheiro · Brazílie (BRA)                        |
| LOH 2012              | 73 kg                  | Mansur Isajev · Rusko (RUS)             | Riki Nakaja · Japonsko (JPN)                     | Sajndžargalyn Ňam-Očir · Mongolsko (MGL)              | Ugo Legrand · Francie (FRA)                               |
| LOH 2016              | 73 kg                  | Šóhei Óno · Japonsko (JPN)              | Rustam Orudžov · Ázerbájdžán (AZE)               | Laša Šavdatuašvili · Gruzie (GEO)                     | Dirk Van Tichelt · Belgie (BEL)                           |
| LOH 2020              | 73 kg                  | Šóhei Óno · Japonsko (JPN)              | Laša Šavdatuašvili · Gruzie (GEO)                | An Čchang-im · Jižní Korea (KOR)                      | Cendočiryn Cogtbátar · Mongolsko (MGL)                    |
| LOH 2024              | 73 kg                  | Hidajat Hejdarov · Ázerbájdžán (AZE)    | Joan-Benjamin Gaba · Francie (FRA)               | Adil Osmanov · Moldavsko (MDA)                        | Sóiči Hašimoto · Japonsko (JPN)                           |

### Polostřední váha
|          | Limit | Zlato                                 | Stříbro                                       | Bronz                                                  | Bronz                                  |
| -------- | ----- | ------------------------------------- | --------------------------------------------- | ------------------------------------------------------ | -------------------------------------- |
| LOH 1980 | 78 kg | Šota Chabareli · Sovětský svaz (URS)  | Juan Ferrer · Kuba (CUB)                      | Harald Heinke · Německá demokratická republika (GDR)   | Bernard Tchoullouyan · Francie (FRA)   |
| LOH 1984 | 78 kg | Frank Wieneke · Západní Německo (FRG) | Neil Adams · Velká Británie (GBR)             | Mircea Frăţică · Rumunsko (ROU)                        | Michel Nowak · Francie (FRA)           |
| LOH 1988 | 78 kg | Waldemar Legień · Polsko (POL)        | Frank Wieneke · Západní Německo (FRG)         | Torsten Bréchôt · Německá demokratická republika (GDR) | Bašir Varajev · Sovětský svaz (URS)    |
| LOH 1992 | 78 kg | Hidehiko Jošida · Japonsko (JPN)      | Jason Morris · Spojené státy americké (USA)   | Kim Byung-Joo · Jižní Korea (KOR)                      | Bertrand Damaisin · Francie (FRA)      |
| LOH 1996 | 81 kg | Djamel Bouras · Francie (FRA)         | Tošihiko Koga · Japonsko (JPN)                | Čo In-čchol · Jižní Korea (KOR)                        | Ijoseb Lipartelijani · Gruzie (GEO)    |
| LOH 2000 | 81 kg | Makoto Takimoto · Japonsko (JPN)      | Čo In-čchol · Jižní Korea (KOR)               | Alexej Budolin · Estonsko (EST)                        | Nuno Delgado · Portugalsko (POR)       |
| LOH 2004 | 81 kg | Ilias Iliadis · Řecko (GRE)           | Roman Honťuk · Ukrajina (UKR)                 | Flávio Canto · Brazílie (BRA)                          | Dmitrij Nosov · Rusko (RUS)            |
| LOH 2008 | 81 kg | Ole Bischof · Německo (GER)           | Kim Če-pom · Jižní Korea (KOR)                | Tiago Camilo · Brazílie (BRA)                          | Roman Honťuk · Ukrajina (UKR)          |
| LOH 2012 | 81 kg | Kim Če-pom · Jižní Korea (KOR)        | Ole Bischof · Německo (GER)                   | Ivan Nifontov · Rusko (RUS)                            | Antoine Valois-Fortier · Kanada (CAN)  |
| LOH 2016 | 81 kg | Chasan Chalmurzajev · Rusko (RUS)     | Travis Stevens · Spojené státy americké (USA) | Sergiu Toma · Spojené arabské emiráty (UAE)            | Takanori Nagase · Japonsko (JPN)       |
| LOH 2020 | 81 kg | Takanori Nagase · Japonsko (JPN)      | Saeid Mollaei · Mongolsko (MGL)               | Shamil Borchashvili · Rakousko (AUT)                   | Matthias Casse · Belgie (BEL)          |
| LOH 2024 | 81 kg | Takanori Nagase · Japonsko (JPN)      | Tato Grigalašvili · Gruzie (GEO)              | Lee Joon-hwan · Jižní Korea (KOR)                      | Somon Machmadbekov · Tádžikistán (TJK) |

### Střední váha
|                       | Limit                  | Zlato                                | Stříbro                                           | Bronz                                        | Bronz                                                |
| --------------------- | ---------------------- | ------------------------------------ | ------------------------------------------------- | -------------------------------------------- | ---------------------------------------------------- |
| LOH 1964              | 80 kg                  | Isao Okano · Japonsko (JPN)          | Wolfgang Hofmann · Tým sjednoceného Německa (EUA) | James Bregman · Spojené státy americké (USA) | Kim Eui-Tae · Jižní Korea (KOR)                      |
| 1968 Ciudad de México | nebylo na programu LOH | nebylo na programu LOH               | nebylo na programu LOH                            | nebylo na programu LOH                       | nebylo na programu LOH                               |
| LOH 1972              | 80 kg                  | Šinobu Sekine · Japonsko (JPN)       | O Sung-ip · Jižní Korea (KOR)                     | Jean-Paul Coche · Francie (FRA)              | Brian Jacks · Velká Británie (GBR)                   |
| LOH 1976              | 80 kg                  | Isamu Sonoda · Japonsko (JPN)        | Valerij Dvojnikov · Sovětský svaz (URS)           | Slavko Obadov · Jugoslávie (YUG)             | Park Young-Chul · Jižní Korea (KOR)                  |
| LOH 1980              | 86 kg                  | Jürg Röthlisberger · Švýcarsko (SUI) | Isaac Azcuy · Kuba (CUB)                          | Alexandr Jackevič · Sovětský svaz (URS)      | Detlef Ultsch · Německá demokratická republika (GDR) |
| LOH 1984              | 86 kg                  | Peter Seisenbacher · Rakousko (AUT)  | Robert Berland · Spojené státy americké (USA)     | Walter Carmona · Brazílie (BRA)              | Seiki Nose · Japonsko (JPN)                          |
| LOH 1988              | 86 kg                  | Peter Seisenbacher · Rakousko (AUT)  | Vladimir Šestakov · Sovětský svaz (URS)           | Akinobu Ósako · Japonsko (JPN)               | Ben Spijkers · Nizozemsko (NED)                      |
| LOH 1992              | 86 kg                  | Waldemar Legień · Polsko (POL)       | Pascal Tayot · Francie (FRA)                      | Nicolas Gill · Kanada (CAN)                  | Hirotaka Okada · Japonsko (JPN)                      |
| LOH 1996              | 90 kg                  | Čon Ki-jong · Jižní Korea (KOR)      | Armen Bagdasarov · Uzbekistán (UZB)               | Mark Huizinga · Nizozemsko (NED)             | Marko Spittka · Německo (GER)                        |
| LOH 2000              | 90 kg                  | Mark Huizinga · Nizozemsko (NED)     | Carlos Honorato · Brazílie (BRA)                  | Frédéric Demontfaucon · Francie (FRA)        | Ruslan Mašurenko · Ukrajina (UKR)                    |
| LOH 2004              | 90 kg                  | Zurab Zviadauri · Gruzie (GEO)       | Hiroši Izumi · Japonsko (JPN)                     | Mark Huizinga · Nizozemsko (NED)             | Chasanbi Taov · Rusko (RUS)                          |
| LOH 2008              | 90 kg                  | Irakli Cirekidze · Gruzie (GEO)      | Ammár bin Jachlef · Alžírsko (ALG)                | Hišám Misbah · Egypt (EGY)                   | Sergei Aschwanden · Švýcarsko (SUI)                  |
| LOH 2012              | 90 kg                  | Song Te-nam · Jižní Korea (KOR)      | Asley González · Kuba (CUB)                       | Ilias Iliadis · Řecko (GRE)                  | Masaši Nišijama · Japonsko (JPN)                     |
| LOH 2016              | 90 kg                  | Mašú Beiká · Japonsko (JPN)          | Varlam Lipartelijani · Gruzie (GEO)               | Kwak Tong-han · Jižní Korea (KOR)            | Čcheng Sün-čao · Čína (CHN)                          |
| LOH 2020              | 90 kg                  | Laša Bekauri · Gruzie (GEO)          | Eduard Trippel · Německo (GER)                    | Davlat Bobonov · Uzbekistán (UZB)            | Krisztián Tóth · Maďarsko (HUN)                      |
| LOH 2024              | 90 kg                  | Laša Bekauri · Gruzie (GEO)          | Sanširo Murao · Japonsko (JPN)                    | Maxime-Gaël Ngayap Hambou · Francie (FRA)    | Theodoros Celidis · Řecko (GRE)                      |

### Polotěžká váha
|          | Limit  | Zlato                                   | Stříbro                                 | Bronz                                                 | Bronz                                      |
| -------- | ------ | --------------------------------------- | --------------------------------------- | ----------------------------------------------------- | ------------------------------------------ |
| LOH 1972 | 93 kg  | Šota Čočišvili · Sovětský svaz (URS)    | David Starbrook · Velká Británie (GBR)  | Paul Barth · Západní Německo (FRG)                    | Čiaki Išii · Brazílie (BRA)                |
| LOH 1976 | 93 kg  | Kazuhiro Ninomija · Japonsko (JPN)      | Ramaz Charšiladze · Sovětský svaz (URS) | Jürg Röthlisberger · Švýcarsko (SUI)                  | David Starbrook · Velká Británie (GBR)     |
| LOH 1980 | 95 kg  | Robert Van de Walle · Belgie (BEL)      | Tengiz Chubuluri · Sovětský svaz (URS)  | Dietmar Lorenz · Německá demokratická republika (GDR) | Henk Numan · Nizozemsko (NED)              |
| LOH 1984 | 95 kg  | Ha Hjong-ču · Jižní Korea (KOR)         | Douglas Vieria · Brazílie (BRA)         | Bjarni Friðriksson · Island (ISL)                     | Günther Neureuther · Západní Německo (FRG) |
| LOH 1988 | 95 kg  | Aurélio Miguel · Brazílie (BRA)         | Marc Meiling · Západní Německo (FRG)    | Dennis Stewart · Velká Británie (GBR)                 | Robert Van de Walle · Belgie (BEL)         |
| LOH 1992 | 95 kg  | Antal Kovács · Maďarsko (HUN)           | Raymond Stevens · Velká Británie (GBR)  | Theo Meijer · Nizozemsko (NED)                        | Dmitrij Sergejev · Sjednocený tým (EUN)    |
| LOH 1996 | 100 kg | Paweł Nastula · Polsko (POL)            | Kim Min-Soo · Jižní Korea (KOR)         | Aurélio Miguel · Brazílie (BRA)                       | Stéphane Traineau · Francie (FRA)          |
| LOH 2000 | 100 kg | Kósei Inoue · Japonsko (JPN)            | Nicolas Gill · Kanada (CAN)             | Jurij Sťopkin · Rusko (RUS)                           | Stéphane Traineau · Francie (FRA)          |
| LOH 2004 | 100 kg | Igor Makarov · Bělorusko (BLR)          | Čang Song-ho · Jižní Korea (KOR)        | Michael Jurack · Německo (GER)                        | Ari'el Ze'evi · Izrael (ISR)               |
| LOH 2008 | 100 kg | Najdangín Tüvšinbajar · Mongolsko (MGL) | Askat Žitkejev · Kazachstán (KAZ)       | Movlud Miralijev · Ázerbájdžán (AZE)                  | Henk Grol · Nizozemsko (NED)               |
| LOH 2012 | 100 kg | Tagir Chajbulajev · Rusko (RUS)         | Najdangín Tüvšinbajar · Mongolsko (MGL) | Dmitrij Peters · Německo (GER)                        | Henk Grol · Nizozemsko (NED)               |
| LOH 2016 | 100 kg | Lukáš Krpálek · Česko (CZE)             | Elmar Gasimov · Ázerbájdžán (AZE)       | Cyrille Maret · Francie (FRA)                         | Rjúnosuke Haga · Japonsko (JPN)            |
| LOH 2020 | 100 kg | Aaron Wolf · Japonsko (JPN)             | Čo Ku-ham · Jižní Korea (KOR)           | Jorge Fonseca · Portugalsko (POR)                     | Nijaz Iljasov · Sportovci ROV (ROC)        |
| LOH 2024 | 100 kg | Zelim Kocojev · Ázerbájdžán (AZE)       | Ilia Sulamanidze · Gruzie (GEO)         | Peter Palčik · Izrael (ISR)                           | Muzaffarbek Turobojev · Uzbekistán (UZB)   |

### Těžká váha
|                       | Limit                  | Zlato                                       | Stříbro                                            | Bronz                                      | Bronz                                  |
| --------------------- | ---------------------- | ------------------------------------------- | -------------------------------------------------- | ------------------------------------------ | -------------------------------------- |
| LOH 1964              | +80 kg                 | Isao Inokuma · Japonsko (JPN)               | Doug Rogers · Kanada (CAN)                         | Parnaoz Čikviladze · Sovětský svaz (URS)   | Anzor Kiknadze · Sovětský svaz (URS)   |
| 1968 Ciudad de México | nebylo na programu LOH | nebylo na programu LOH                      | nebylo na programu LOH                             | nebylo na programu LOH                     | nebylo na programu LOH                 |
| LOH 1972              | +93 kg                 | Wim Ruska · Nizozemsko (NED)                | Klaus Glahn · Západní Německo (FRG)                | Motoki Nišimura · Japonsko (JPN)           | Givi Onašvili · Sovětský svaz (URS)    |
| LOH 1976              | +93 kg                 | Sergej Novikov · Sovětský svaz (URS)        | Günther Neureuther · Západní Německo (FRG)         | Allen Coage · Spojené státy americké (USA) | Sumio Endó · Japonsko (JPN)            |
| LOH 1980              | +95 kg                 | Angelo Parisi · Francie (FRA)               | Dimitar Zaprjanov · Bulharsko (BUL)                | Radomir Kovačević · Jugoslávie (YUG)       | Vladimír Kocman · Československo (TCH) |
| LOH 1984              | +95 kg                 | Hitoši Saitó · Japonsko (JPN)               | Angelo Parisi · Francie (FRA)                      | Mark Berger · Kanada (CAN)                 | Čo Jong-čchol · Jižní Korea (KOR)      |
| LOH 1988              | +95 kg                 | Hitoši Saitó · Japonsko (JPN)               | Henry Stöhr · Německá demokratická republika (GDR) | Čo Jong-čchol · Jižní Korea (KOR)          | Grigorij Veričev · Sovětský svaz (URS) |
| LOH 1992              | +95 kg                 | Davit Chachaleišvili · Sjednocený tým (EUN) | Naoja Ogawa · Japonsko (JPN)                       | Imre Csősz · Maďarsko (HUN)                | David Douillet · Francie (FRA)         |
| LOH 1996              | +100 kg                | David Douillet · Francie (FRA)              | Ernesto Pérez · Španělsko (ESP)                    | Frank Möller · Německo (GER)               | Harry Van Barneveld · Belgie (BEL)     |
| LOH 2000              | +100 kg                | David Douillet · Francie (FRA)              | Šin’iči Šinohara · Japonsko (JPN)                  | Indrek Pertelson · Estonsko (EST)          | Tamerlan Tmenov · Rusko (RUS)          |
| LOH 2004              | +100 kg                | Keidži Suzuki · Japonsko (JPN)              | Tamerlan Tmenov · Rusko (RUS)                      | Dennis van der Geest · Nizozemsko (NED)    | Indrek Pertelson · Estonsko (EST)      |
| LOH 2008              | +100 kg                | Satoši Išii · Japonsko (JPN)                | Abdulla Tangriev · Uzbekistán (UZB)                | Oscar Braison · Kuba (CUB)                 | Teddy Riner · Francie (FRA)            |
| LOH 2012              | +100 kg                | Teddy Riner · Francie (FRA)                 | Alexandr Michajlin · Rusko (RUS)                   | Rafael Silva · Brazílie (BRA)              | Andreas Tölzer · Německo (GER)         |
| LOH 2016              | +100 kg                | Teddy Riner · Francie (FRA)                 | Hisajoši Harasawa · Japonsko (JPN)                 | Rafael Silva · Brazílie (BRA)              | Ori Sason · Izrael (ISR)               |
| LOH 2020              | +100 kg                | Lukáš Krpálek · Česko (CZE)                 | Guram Tušišvili · Gruzie (GEO)                     | Teddy Riner · Francie (FRA)                | Tamerlan Bašajev · Sportovci ROV (ROC) |
| LOH 2024              | +100 kg                | Teddy Riner · Francie (FRA)                 | Kim Min-čong · Jižní Korea (KOR)                   | Temur Rachimov · Tádžikistán (TJK)         | Ališer Jusupov · Uzbekistán (UZB)      |

## Zrušená disciplína

### Bez rozdílu hmotnosti
|                       | Limit                  | Zlato                                                 | Stříbro                                | Bronz                                   | Bronz                                        |
| --------------------- | ---------------------- | ----------------------------------------------------- | -------------------------------------- | --------------------------------------- | -------------------------------------------- |
| LOH 1964              | bez rozdílu vah        | Anton Geesink · Nizozemsko (NED)                      | Akio Kaminaga · Japonsko (JPN)         | Theodore Boronovskis · Austrálie (AUS)  | Klaus Glahn · Tým sjednoceného Německa (EUA) |
| 1968 Ciudad de México | nebylo na programu LOH | nebylo na programu LOH                                | nebylo na programu LOH                 | nebylo na programu LOH                  | nebylo na programu LOH                       |
| LOH 1972              | bez rozdílu vah        | Wim Ruska · Nizozemsko (NED)                          | Vitalij Kuzněcov · Sovětský svaz (URS) | Jean-Claude Brondani · Francie (FRA)    | Angelo Parisi · Velká Británie (GBR)         |
| LOH 1976              | bez rozdílu vah        | Haruki Uemura · Japonsko (JPN)                        | Keith Remfry · Velká Británie (GBR)    | Cho Jae-gi · Jižní Korea (KOR)          | Šota Čočišvili · Sovětský svaz (URS)         |
| LOH 1980              | bez rozdílu vah        | Dietmar Lorenz · Německá demokratická republika (GDR) | Angelo Parisi · Francie (FRA)          | Andras Ozsvar · Maďarsko (HUN)          | Arthur Mapp · Velká Británie (GBR)           |
| LOH 1984              | bez rozdílu vah        | Jasuhiro Jamašita · Japonsko (JPN)                    | Mohamed Rashwan · Egypt (EGY)          | Arthur Schnabel · Západní Německo (FRG) | Mihai Cioc · Rumunsko (ROU)                  |